# 23169 Michikami
23169 Michikami è un asteroide della fascia principale. Scoperto nel 2000, presenta un'orbita caratterizzata da un semiasse maggiore pari a 2,2125602 UA e da un'eccentricità di 0,0764627, inclinata di 1,62372° rispetto all'eclittica.